# Планета гигантов
Плане́та гига́нтов (англ. Planet of Giants) — девятая серия британского научно-фантастического телесериала «Доктор Кто», состоящая из трёх эпизодов, которые были показаны в период с 31 октября по 14 ноября 1964 года.

## Синопсис
Во время материализации ТАРДИС уменьшается в размерах, и Доктор должен исправить ситуацию до того, как станет слишком поздно.

## Сюжет

### Эпизод 1.Планета гигантов
Когда машина только начинала материализоваться, двери почти открылись. К счастью, герои успевают её захлопнуть. Наконец они решают выйти. Команда делится: в одну сторону идут Барбара и Доктор, в другую — Ян и Сьюзен. Барбара с Доктором находят гигантского мёртвого червя. Ян со Сьюзен находят нескольких больших мёртвых муравьёв. Сьюзен с Яном находят гигантский спичечный коробок. Доктор с Барбарой нашли гигантскую спичку. Доктор и Сьюзен почти одновременно понимают, что из-за космического давления они уменьшились, зато они на Земле и, похоже, в своём времени. Ян залезает в коробок. Тут появляется гигантский мужчина, который забирает коробок вместе с Яном внутри. Позже Сьюзен находят Доктор и Барбара. Герои решают, как освободить Яна. К человеку с коробком, мистеру Ферроу, подошёл мужчина мистер Форестер. У них начались деловые разговоры, в которых речь идёт о пестицидах против паразитов в сельском хозяйстве. Ферроу заявляет, что он не позволит пустить смесь в продажу, поскольку она убивает и хороших насекомых. Форестер достаёт из кармана пистолет. Доктор, Сьюзен и Барбарой натыкаются на мёртвую осу — от всех мёртвых насекомых шёл один и тот же запах. После они услышали выстрел. Ян вылезает из коробка и видит мёртвого мистера Ферроу. Ян находит Доктора и остальных, и они все вместе подходят к трупу. Ян констатирует, что его застрелили. Все оборачиваются на крики Сьюзен. На них смотрит гигантская кошка.

### Эпизод 2. Опасное путешествие
Герои перестают двигаться, и кошка, потеряв к ним интерес, уходит. Идут люди. Сьюзен и Доктор добежали до безопасной травы, из-за того, что Барбара поскользнулась, ей с Яном пришлось прятаться в портфеле мистера Ферроу. Это были Форестер и второй учёный после Ферроу — Смитерс. Смитерс определил, что это Форестер убил Ферроу. Форестер предложил Смитерсу молчать взамен на славу за открытие. Форестер хочет представить всё как несчастный случай, мол, лодка Ферроу перевернулась вместе с ним. После разговора Форестер берёт портфель Ферроу и несёт его в дом с Яном и Барбарой внутри. Барбара с Ян пробуют осмотреть помещение и находят отравленные зерна. Барбара вымазала о них руки. Смитрес и Форестер прячут труп. Доктор и Сьюзен пытаются подняться по ржавой трубе. Яну пришла мысль сделать из скрепок лестницу со стола. Для этого Ян открывает портфель. Барбара не замечает муху сзади себя, а когда заметила, потеряла сознание. Смитерс обвиняет Форестера, что он сделал его соучастником. Доктор и Сьюзен добрались до конца и оказались в раковине. Барбара очнулась, Ян рассказал ей, что муха умерла, как только села на семена. Сьюзен использует трубу раковины, чтобы увеличить звук своего голоса. Это сработало — Ян и Барбара услышали их. Герои встретились, а после услышали людей. Ян и Барбара спрятались. Доктор и Сьюзен залезли снова в сток. Смитерс заткнул сток затычкой и начал мыть руки. Накопилась вода. И Смитерс убирает затычку.

### Эпизод 3. Кризис
Доктор и Сьюзен прячутся в боковой трубе. Доктор понимает: если воды будет налито больше, она пойдёт к ним в боковую трубу. Люди уходят. Ян и Барбара спускаются к сливу. Из него выходят Доктор и Сьюзен. Форестер прикидывается мистером Ферроу в телефоном звонке и от его имени даёт разрешение на запуск производства. Только оператор узнал подмену. По блокноту, оставленному Ферроу, Доктор понимает, что инсектицид вечный, то есть он будет проходить в почву вплоть до питьевой воды, а также через кожу прямо в кровь. Барбара понимает, что инсектицид убьет её, но ничего о том, что она его коснулась, не рассказывает. Команда пробует позвонить по телефону, для этого пробует подложить под трубку найденные Сьюзен пробки. Также начинают замечать, что Барбара плохо себя чувствует, но та всё отрицает. Они поднимают один конец трубки и подкладывают под него пробку. Позвонить не удалось. Они не поняли ответ оператора. Барбара теряет сознание, Доктор понимает, что всему виной инсектицид. Доктор решает вернуть ей прежний размер — тогда доза инсектицида будет слишком мала и Барбара поправится. Барбара пришла в себя, но её жизнь ещё под угрозой. Форестер понимает, что телефон не работает и всему виной телефон в лаборатории, он слетел с крючка. Смитерс отправляется проверить, когда он ушёл, Форестер достал пистолет. Смитерс узнает следы инсектицида и вытирает их. Форестер обвиняет Смитерса, что это он положил пробки. Тут звонит телефон, трубку поднимает Форестер. Оператор, ссылаясь на звонок из Лондона, заставила Форестера имитировать голос Ферроя. Это услышал полицейский, который решает посмотреть, зачем кто-то имитировал голос Ферроя. Форестер вытирает со лба пот тряпкой. Герои решили остановить Форестера, увидели горелку, направленную на баллончик с пестицидом. Включили горелку, подожгли спичкой и направили струю огня на баллончик, чтобы устроить пожар. Смитерс тряпкой протер растение и понял, что пестицид уничтожит все. Форестер говорит, что вложил слишком много денег и не позволит закрыть проект. После взрыва баллончика Форестер согнулся от боли. Смитерс подобрал пистолет и направил его на Форестера, вскоре пришёл и полицейский. Доктор берёт с собой отравленное семечко. Доктор увеличил ТАРДИС, а по семечку наблюдал улучшения. Когда герои вернулись к прежнему состоянию, ТАРДИС начал материализоваться. Доктор сказал, что, кажется, знает, где они сейчас.

## Трансляции и отзывы
| Эпизод                | Дата показа     | Продолжительность | Телезрители (в миллионах) | Archive  |
| --------------------- | --------------- | ----------------- | ------------------------- | -------- |
| «Планета гигантов»    | 31 октября 1964 | 23:15             | 8,4                       | 16mm t/r |
| «Опасное путешествие» | 7 ноября 1964   | 23:40             | 8,4                       | 16mm t/r |
| «Кризис»              | 14 ноября 1964  | 26:35             | 8,9                       | 16mm t/r |
| [ 1 ] [ 2 ] [ 3 ]     |                 |                   |                           |          |